# Campeonato Cearense 2015
In 2015 werd het 101ste Campeonato Cearense gespeeld voor voetbalclubs uit Braziliaanse staat Ceará. De competitie werd georganiseerd door de FCF en werd gespeeld van 14 januari tot 3 mei. Fortaleza werd kampioen.

## Eerste fase

### Groep A1
| Plaats | Club         | Wed. | W | G | V | Saldo | Ptn. |
| ------ | ------------ | ---- | - | - | - | ----- | ---- |
| 1.     | Icasa        | 8    | 5 | 1 | 2 | 15:11 | 16   |
| 2.     | Fortaleza    | 8    | 4 | 3 | 1 | 13:7  | 15   |
| 3.     | Quixadá      | 8    | 4 | 2 | 2 | 10:7  | 14   |
| 4.     | Horizonte    | 8    | 2 | 2 | 4 | 10:13 | 8    |
| 5.     | São Benedito | 8    | 1 | 0 | 7 | 9:19  | 3    |

|  | Gekwalificeerd voor tweede fase |
|  | Naar degradatiegroep            |

### Groep A2
| Plaats | Club                | Wed. | W | G | V | Saldo | Ptn. |
| ------ | ------------------- | ---- | - | - | - | ----- | ---- |
| 1.     | Ceará               | 8    | 6 | 1 | 1 | 18:7  | 19   |
| 2.     | Maranguape          | 8    | 4 | 0 | 4 | 11:11 | 12   |
| 3.     | Guarani de Juazeiro | 8    | 3 | 1 | 4 | 11:9  | 10   |
| 4.     | Guarany de Sobral   | 8    | 3 | 1 | 4 | 5:11  | 10   |
| 5.     | Itapipoca           | 8    | 2 | 1 | 5 | 4:11  | 7    |

|  | Gekwalificeerd voor tweede fase |
|  | Naar degradatiegroep            |

## Tweede fase

### Groep B1
| Plaats | Club      | Wed. | W | G | V | Saldo | Ptn. |
| ------ | --------- | ---- | - | - | - | ----- | ---- |
| 1.     | Fortaleza | 6    | 4 | 1 | 1 | 11:3  | 13   |
| 2.     | Icasa     | 6    | 3 | 1 | 2 | 11:8  | 10   |
| 3.     | Quixadá   | 6    | 3 | 1 | 2 | 11:9  | 10   |

|  | Geplaatst voor derde fase |

### Groep B2
| Plaats | Club                | Wed. | W | G | V | Saldo | Ptn. |
| ------ | ------------------- | ---- | - | - | - | ----- | ---- |
| 1.     | Ceará               | 6    | 3 | 1 | 2 | 10:8  | 10   |
| 2.     | Guarani de Juazeiro | 6    | 1 | 1 | 4 | 3:8   | 4    |
| 3.     | Maranguape          | 6    | 1 | 1 | 4 | 7:17  | 4    |

|  | Geplaatst voor derde fase |

### Degradatiegroep
| Plaats | Club              | Wed. | W | G | V | Saldo | Ptn. |
| ------ | ----------------- | ---- | - | - | - | ----- | ---- |
| 1.     | Guarany de Sobral | 6    | 4 | 2 | 0 | 13:8  | 14   |
| 2.     | Itapipoca         | 6    | 2 | 2 | 2 | 14:15 | 8    |
| 3.     | Horizonte         | 6    | 2 | 1 | 3 | 13:11 | 7    |
| 4.     | São Benedito      | 6    | 0 | 3 | 3 | 9:15  | 3    |

|  | Gekwalificeerd voor Campeonato Cearense 2016 |
|  | Degradatie                                   |

## Derde fase
|  | Halve finale        | Halve finale | Halve finale |   |           | Finale | Finale | Finale |
|  |                     |              |              |   |           |        |        |        |
|  | Fortaleza           | 2            | 0            |   |           |        |        |        |
|  | Icasa               | 1            | 0            |   |           |        |        |        |
|  | Icasa               | 1            | 0            |   | Fortaleza | 2      | 2      |        |
|  |                     |              |              |   | Fortaleza | 2      | 2      |        |
|  |                     | Ceará        | 1            | 2 |           |        |        |        |
|  | Ceará               | Ceará        | 1            | 2 | 1         | 3      |        |        |
|  | Ceará               |              |              |   | 1         | 3      |        |        |
|  | Guarani de Juazeiro | 0            | 0            |   |           |        |        |        |

Details finale
|               |                          |       |                 |                     |
| 26 april Heen | Fortaleza                | 2 – 1 | Ceará           | Castelão, Fortaleza |
| 26 april Heen | Genilson 15' Éverton 36' |       | 41' Magno Alves | Castelão, Fortaleza |

| Fortaleza | Ceará |

|             |                              |       |                                      |                     |
| 3 mei Terug | Ceará                        | 2 – 2 | Fortaleza                            | Castelão, Fortaleza |
| 3 mei Terug | Ricardinho 81' Assisinho 90' |       | 31' Daniel Sobralense 90+2' Cassiano | Castelão, Fortaleza |

| Ceará | Fortaleza |

### Kampioen
| Campeonato Cearense de 2015    |
| Ceará                          |
| ------------------------------ |
| FORTALEZA Kampioen (40° titel) |